# Рая на Данте
„Рая на Данте“ е български игрален филм, драма, от 2021 година на режисьора Димитър Радев, който също е сценарист на филма. Главните роли се изпълняват от Владимир Пенев и Радина Боршош.
Снимките приключват в Париж, Франция през септември 2019 г. Премиерата на филма е на 17 декември 2021 г., след като останалите премиери са отменени по време на пандемията от COVID-19.
На 3 март 2023 г. се излъчва по Нова телевизия от 23:00 ч.

## Сюжет
От 30 години 64-годишният Данте (Владо Пенев) работи в печатница и се грижи за болната си майка (Гинка Станчева). В рамките на една седмица Данте загубва майка си, а също и работата си. Изправен пред изгубения смисъл на живота след тези житейски обрати, той открива един мотив да продължи да живее – решението да отмъсти за мъчителите на майка си, тъй като след нейната смърт научава за дълбоко пазени тайни от миналото. Данте решава да напише книга срещу престъпниците и съдбата го среща с внучката на единия от тях – Рая (Радина Боршош), която е само на 18 години. Дали нейното присъствие ще мотивира допълнително желанието му за отмъщение или ще даде на Данте възможност за различен избор.

## Актьорски състав
- Владимир Пенев – Данте
- Радина Боршош – Рая[1][2]
- Гинка Станчева – Анна, майка на Данте
- Ирина Митева – младата Анна
- Антъни Пенев – Павел
- Борис Луканов – Антон
- Иван Налбантов – Страхил
- Михаил Сървански – Любомир
- Китодар Тодоров – Собственик на печатница
- Димитър Николов – Момчил
- Елица Матева-Елма – Кристиана
- Явор Борисов – Емил
- Елена Бирбучукова – Клиент
- Сотир Мелев
- Радена Вълканова
- Николай Кавалджиев
- Полин Лалова
- Георги Тенев
- Анна Станчева
- Лариса Койнова
- Тихомир Благоев
- Стефани Кочева
- Ахмед Юмер
- Людмила Димова
- Нели Монеджикова
- Любомир Бъчваров
- Надежда Митева
- Симеон Викторов
- Алек Чурчуч
- Неделин Найденов
- Виктор Чепилев
- Теодор Папазов
- Яна Лекарска
- Снежина Рашева
- Бистра Окереке
- Руслан Хрисимов - Росиели
- Богомил Койнашки
- Илия Узунов
- Стефан Георгиев
- Елена Кузманова
- Иво Беров
- Маргарита Гичева
- Румен Попов
- Алекс Иванов
- Лидия Емилова
- Божидара Пенчева
- Мариян Балабанов
- Емил Лазарски
- Лили Сотирова
- Даниел Василев
- Евгения Ганчева
- Албена Горанова
- Лъчезар Лазаров
- Зоя Минчева
- Гергана Атанасова
- Христина Георгиева
- Росица Янева
- Марио Николов
- Дико Николов
- Милчо Георгиев
- Марио Огнянов
- Иванка Станчева
- Нели Димова
- Руси Динев
- Стоян Алексиев
- Албина Рачева

### Екип
| Асистент-оператори         | Емилиан Атанасов Андрей Аспарухов |
| Видеоконтрол               | Мохамед Ал-Хамаюй |
| Файл мениджър              | Владислав Петров |
| Сценарни консултанти       | Теодора Димова Златка Станкова |
| Асистент-режисьори         | Михайло Коцев Галина Георгиева |
| Скриптър                   | Катерина Борисова |
| Втори скриптър             | Калоян Патерков |
| Грип                       | Атанас Стоянова |
| Главен осветител           | Манол Митрев |
| Асистент-осветители        | Исмаил Фалтон Теодор Йорданов |
| Звук                       | L.P. Studio |
| Бум оператор               | Александър Понов |
| Монтаж диалози             | Мартин Бочев Георгий Колотило |
| Звукозапис ефекти          | Мартин Бочев Георгий Колотило |
| Саунд дизайн               | Мартин Бочев Георгий Колотило |
| Реквизитори                | Ломен Самсонов Йордан Анастасов |
| Художник костюми           | Тина Владимова |
| Асистент костюми           | Цвета Димова |
| Главен гримьор             | Десислава Манасиева |
| Втори гримьор              | Велиана Лобошка |
| Оператор транспорт и сет   | Марио Ковачев |
| Асистенти на продукцията   | Стефан Аврамов Радослав Бадов |
| Шофьор бус грим и костюми  | Гинка Филипова Лилия Недялкова |
| Асистент-координатор       | Лидия Юлианова |
| Организатори на масовката  | Рая Андреева Александър Гончаров |
| Организатор на флашмоба    | Александър Будуров |
| Специални благодарности на | Филип Стоянов Илина Перянова Иля Пепеланов Дафинка Тодорова Пламен Палатовски Александър Илиев Диляна Керекова Йоана Велевa Кристиян Бойчев Пламен Петров Евгения Михайлова Корнелия Въгленова Виолета Хубенова Яна Шопова Георги Лозанов Стилян Манолов Марианна Георгиева Деян Блатоев Доротея Чаушева Стоян Антонов Момчил Габровски |
| Цветови корекции           | Владислав Петров - Кулизайо Самсара |
| Музика                     | Димо Стоянов Филип Стоянов - хендиан |
| Делегиран продуцент        | Силвестър Силвестров |

## Награди
- 2020 г. – Фестивал на български игрален филм „Златна роза“ – наградата на българската филмова критика за пълнометражен филм
- 2021 г. – Югоизточноевропейски филмов фестивал - награда на студентското жури
- 2021 г. – Католонски социален филмов фестивал - специална награда на журито